# Nigidius oxyotus
Nigidius oxyotus is een keversoort uit de familie vliegende herten (Lucanidae). De wetenschappelijke naam van de soort is voor het eerst geldig gepubliceerd in 1888 door Fairmaire.